# Morés
Morés – gmina w Hiszpanii, w prowincji Saragossa, w Aragonii, o powierzchni 21,46 km². W 2011 roku gmina liczyła 402 mieszkańców.
W miejscowości jest stacja kolejowa Morés.